# Lycodonus mirabilis
Lycodonus mirabilis és una espècie de peix de la família dels zoàrcids i de l'ordre dels perciformes.

## Morfologia
- Els mascles poden assolir 30,2 cm de longitud total.[3][4]

## Alimentació
Menja cloïsses, cucs i Cumacea.

## Hàbitat
És un peix marí i d'aigües profundes que viu entre 800-2.394 m de fondària.

## Distribució geogràfica
Es troba a l'Atlàntic nord-occidental: des de la Badia de Baffin fins al Cap Hatteras (Carolina del Nord, Estats Units).

## Costums
És de costums bentònics.

## Observacions
És inofensiu per als humans.